# Małaja sportiwnaja ariena sportkompleksa «Szerif»
Małaja sportiwnaja ariena sportkompleksa «Szerif» – wielofunkcyjny stadion w Tyraspolu, w Mołdawii (Naddniestrzu). Został otwarty we wrześniu 2002 roku. Może pomieścić 8914 widzów. Obiekt pełni rolę rezerwowego stadionu klubu Sheriff Tyraspol, rozgrywano na nim też m.in. niektóre spotkania o piłkarski Superpuchar Mołdawii. Stadion położony jest na terenie kompleksu sportowego, w skład którego wchodzą jeszcze m.in. główny, typowo piłkarski stadion oraz zadaszone boisko piłkarskie. Arena wyposażona jest w sztuczne oświetlenie o natężeniu 1600 luksów oraz system podgrzewania murawy.